# CDBurnerXP
CDBurnerXP는 윈도우 2000 이상용 광 디스크 제작 유틸리티로, 2007년 9월에 출시된 버전 4 기준 비주얼 베이직 닷넷으로 대부분 작성되었다. 국제 언어를 지원한다. 이 소프트웨어는 32비트 및 64비트 버전 모두 다운로드할 수 있다.
이 프로그램은 CD-R, CD-RW, DVD-R, DVD-RW, DVD+R, DVD+RW, 블루레이 디스크 및 HD DVD에 데이터 굽기뿐만 아니라 오디오 파일(WAV, MP3, MP2, 레드북 형식의 FLAC, WMA, AIFF, BWF(브로드캐스트 WAV), Opus 및 Ogg Vorbis ISO 이미지는 UDF 및 ISO-9660 형식과 함께 프로그램을 통해 굽고 생성할 수도 있다.
CDBurnerXP는 프리웨어이지만 일부 사유 라이브러리를 사용하기 때문에 클로즈드 소스이다. 표준 CDBurnerXP 설치 프로그램은 installCore와 함께 번들로 제공되지만 CDBurnerXP 설치 프로그램이 없는 설치 프로그램은 다운로드할 수 있다. 또한 x64 플랫폼용 버전, 기업을 통한 배포용 윈도우 인스톨러 기반 버전, USB 또는 기타 유형의 미디어에 저장하기 위한 휴대용 버전도 있다.